# Маргарета фон Хенеберг
Маргарета фон Хенеберг (на немски: Margareta von Henneberg; † сл. 26 август 1271) от Дом Хенеберг, е графиня от Графство Хенеберг и чрез женитба графиня на Хоенберг-Вилдберг в Шварцвалд.

## Произход
Тя е дъщеря на граф Попо VII фон Хенеберг († 1245), бургграф на Вюрцбург, и втората му съпруга Юта Клариция фон Тюрингия († 1235), вдовица на маркграф Дитрих от Майсен († 1221), дъщеря на ландграф Херман I от Тюрингия и София фон Зомершенбург. Сестра е на Бертхолд I фон Хенеберг (IV) († 1312), епископ на Вюрцбург (1267 – 1274) и Майнц (1307 – 1312).

## Фамилия
Маргарета фон Хенеберг се омъжва на 26 август 1271 г. в Родах за граф Конрад I фон Вилдберг († ок. 6 декември 1272), единственият син на граф Марквард фон Вилдберг († сл. 1372/1273) и съпругата му фон Хесберг. Той е от страничната линия Вилдберг на швабския род Хоенберг. Тя е втората му съпруга. Нямат деца.